# Frank Zummo
Frank C. Zummo (Long Island, 2 juli 1978)  is een Amerikaanse muzikant, vooral bekend als drummer van de rockbands Sum 41 en Street Drum Corps.

## Carrière
Zummo is een van de oprichters van Street Drum Corps . Hij trad op als drummer voor verschillende andere bands, zowel als fulltime lid als als sessielid. waaronder Thenewno2, theStart, Dead By Sunrise, Virgin Steele en Krewella.  In augustus 2009 viel Zummo in voor Tommy Lee voor een reeks Mötley Crüe -shows. In januari 2011 werd hij de nieuwe drummer van de band Julien-K .
Zummo kwam in 2015 bij Sum 41, na het vertrek van de oorspronkelijke drummer en oprichter Steve Jocz in 2013. Zummo heeft drie studioalbums opgenomen met Sum 41, 13 Voices uit 2016, Order in Decline uit 2019 en Heaven:x: Hell uit 2024 . Hij heeft verschillende keren drumsets en DJ-sets uitgevoerd tijdens Emo Nite in Los Angeles .
In 2025 viel Zummo in voor de zieke David Friedrich, drummer van de Duitse Metalcore band Electric Callboy tijdens hun tour in Australië. Nadat David daarop stopte en Sum41 uit elkaar ging werd Zummo de vaste drummer van Electric Callboy. Hij is na Tourmanager Ian “Tank the Tech” de tweede Amerikaan in deze Duitse formatie.